# Pléven
Pléven (bret. Pleven) – miejscowość i gmina we Francji, w regionie Bretania, w departamencie Côtes-d’Armor.
Według danych na rok 1990 gminę zamieszkiwało 578 osób, a gęstość zaludnienia wynosiła 59 osób/km² (wśród 1269 gmin Bretanii Pléven plasuje się na 790. miejscu pod względem liczby ludności, natomiast pod względem powierzchni na miejscu 842.).